# Sauciere

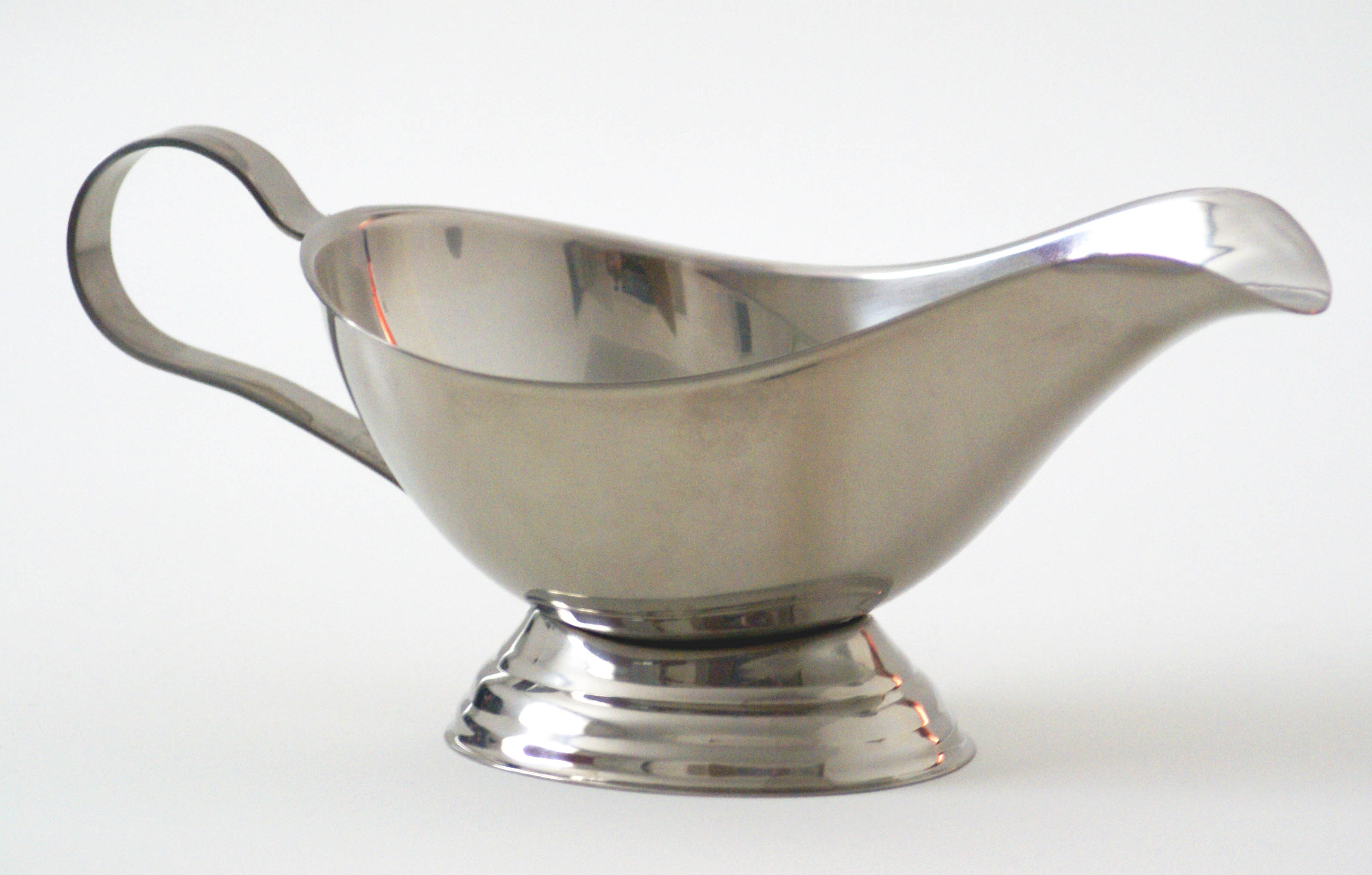
Eine Sauciere aus Edelstahl

Sauciere (IPA: [zosi̯ˈeːʁə], anhörenⓘ oder [sosi̯ˈɛːɐ̯]; von französisch saucière) ist die Bezeichnung für eine Saucenschüssel. Sie ist zum Servieren von Saucen bestimmt.
Es gibt verschiedene Formen und Größen, die historischen wie regionalen Traditionen entstammen. Häufig handelt es sich um kleine ovale Schüsseln, die fest mit einer entsprechenden Untertasse, einem Unterteller oder einem Standfuß verbunden sind. Das Gefäß besteht als Teil des Tischgedecks in der Regel aus Porzellan, kann aber auch aus Silber oder rostfreiem Stahl sein. Es hat häufig eine Ausgusslippe, Tülle oder Schnaupe, die das Servieren der Sauce erleichtert. Allgemeine Verbreitung fand die Sauciere, seit sich in der Oberschicht des 18. Jahrhunderts die Zubereitungsgewohnheiten der Fleischspeisen änderten, das Fleisch nicht mehr am Tisch tranchiert wurde und eigens gekochte Soßen das Mahl bereicherten. Auch als man bevorzugt einen Löffel zum Aufgeben der Soße benutzte, hat man die ein oder zwei Schnaupen des Gefäßes beibehalten.
Ein frühbronzezeitlicher Gefäßtyp wird wegen seiner Ähnlichkeit zu den Saucenschüsseln auch als Sauciere bezeichnet.